# Claes Adelsköld

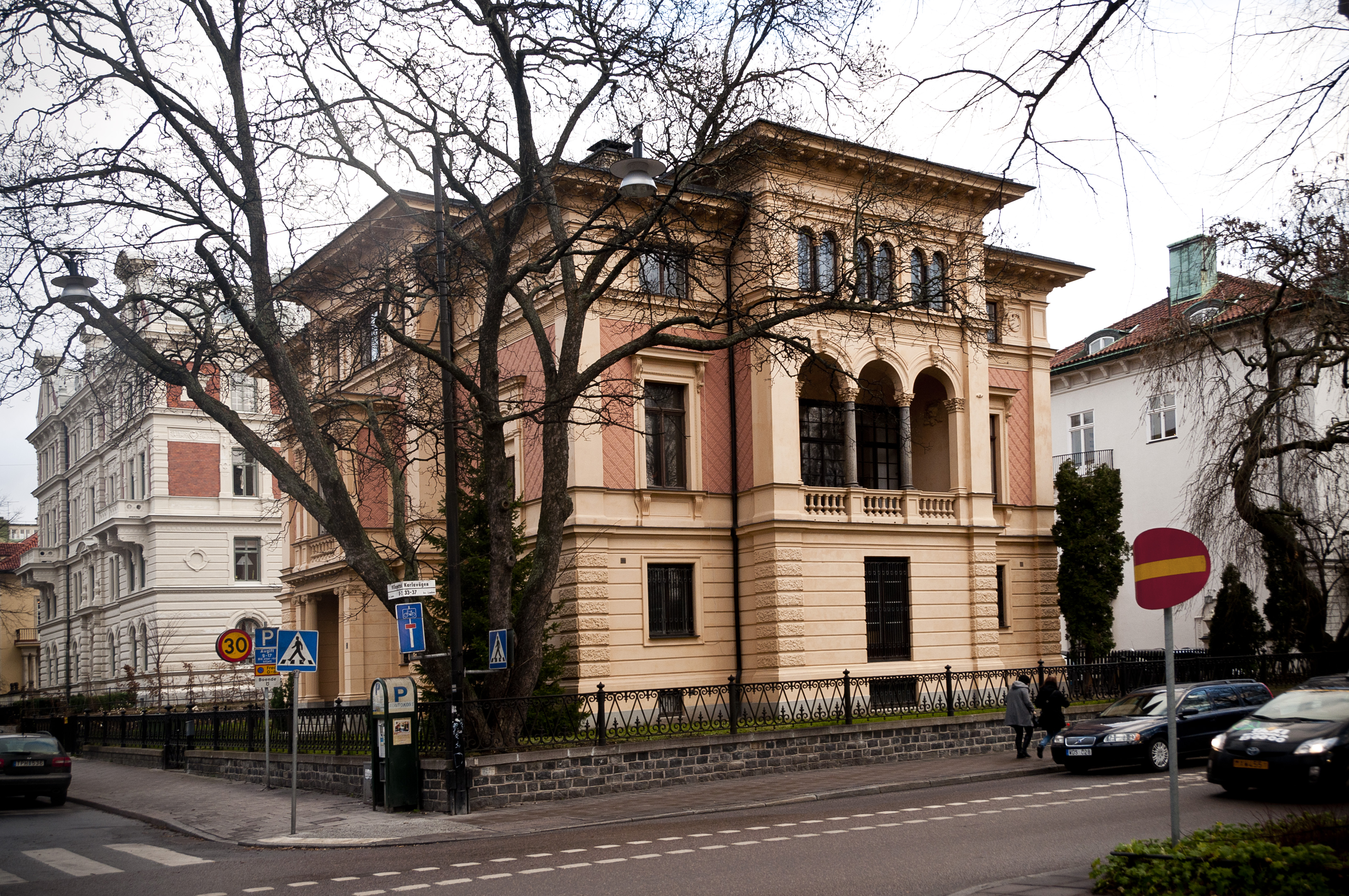
Adelsköldska villan på Karlavägen i Stockholm.

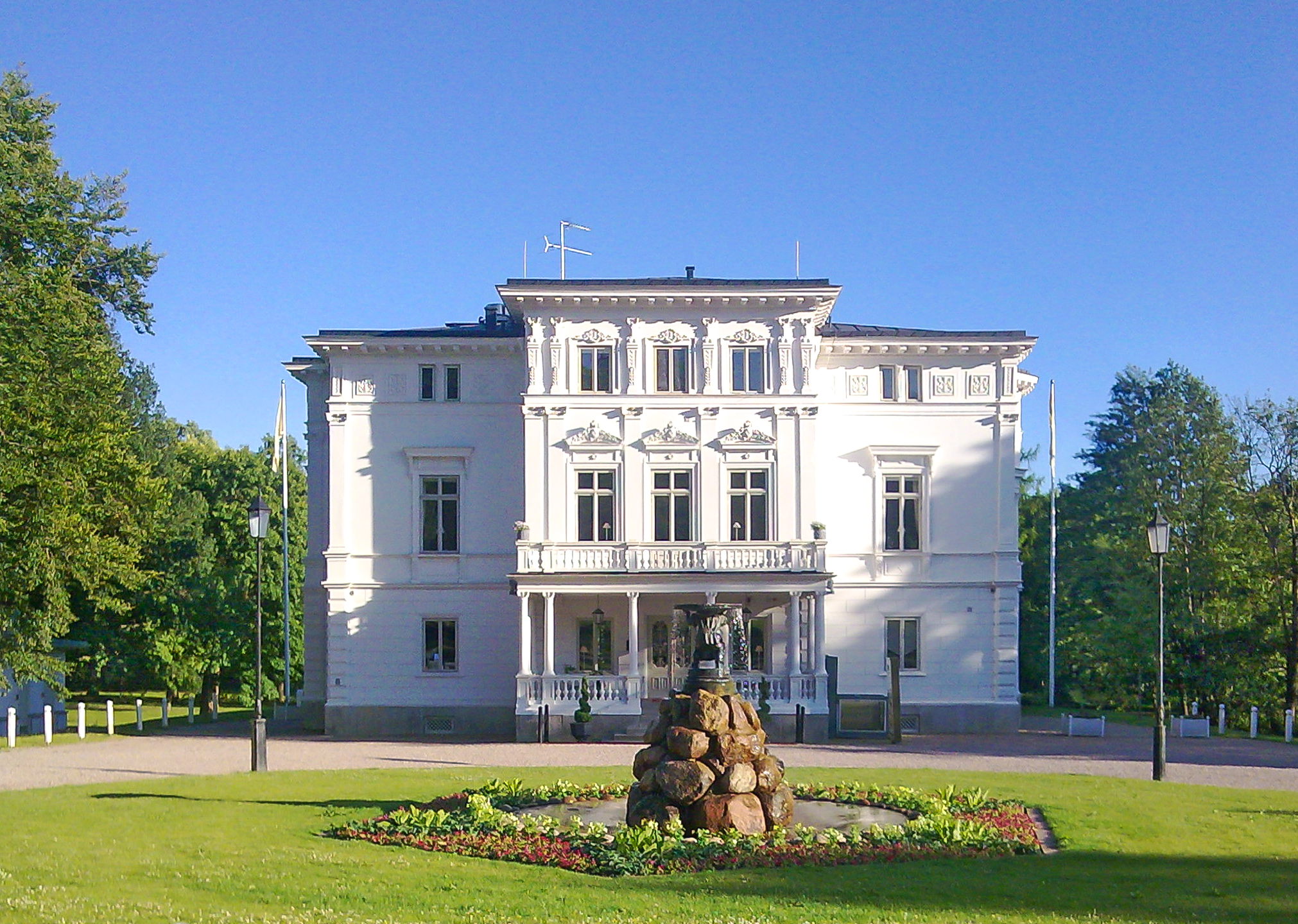
Nolhaga.

Claes Adolf Adelsköld, född 7 september 1824 på Nolhaga vid Alingsås, död 1 oktober 1907 i Stockholm, var en svensk järnvägsbyggare, arkitekt, militär, riksdagsman, skriftställare, kompositör och målare.

## Biografi
Claes Adelsköld var son till ryttmästaren Jean Anders Adelsköld och Sofia Ulrika Tham samt bror till Carl Gabriel Adelsköld. Adelsköld studerade vid Chalmerska slöjdskolan i Göteborg och tjänstgjorde samtidigt vid Göta artilleriregemente och blev 1844 underlöjtnant vid Värmlands fältjägarregemente. År 1852 blev han löjtnant i den samma år bildade Väg- och vattenbyggnadskåren. Han tog 1849 såsom nivellör vid Frykstabanan i Värmland det första spadtaget till den första svenska järnvägen för allmän trafik.
Under 26 års verksamhet som järnvägsbyggare verkställde han undersökningar för och uppgjorde förslag till mer än 300 mil av Sveriges enskilda järnvägar och byggde själv över 70 mil av dessa samt utförde stationsbyggnader, bro- och hamnbyggnader, sjöavtappningar, kanaliseringsarbeten med mera (en del även i Finland). År 1857 blev han tillförordnad chef och 1862 chef i norra väg- och vattenbyggnadsdistriktet samt major vid kåren, 1865 chef i mellersta väg- och vattenbyggnadsdistriktet. Han tog avsked 1875. År 1865 blev han statens ombud vid Hjälmare kanal och 1891 även ordförande i kanaldirektionen.
Åren 1875–1893 var Adelsköld ledamot av riksdagens första kammare, först för Västerbottens läns valkrets och senare för Blekinge läns valkrets. Han visade stort intresse för försvarsfrågan och avgav vid urtima riksdagen 1892 en motion om ett kombinerat lant- och sjöförsvar. Han visade dock även sympatier för freds- och skiljedomsidén. Han valdes 1878 till ledamot av bevillningsutskottet samt 1877 och 1878 till statsrevisor. I ekonomiskt avseende var han frihandlare.
År 1867 köpte han Steninge slott (i nuvarande Sigtuna kommun). Där idkade han ett omfattande sällskapsliv tillsammans med gäster som prins Oscar (blivande Oscar II). Slottet sålde han 1873. I stället återförvärvade han 1876 familjeegendomen Nolhaga (Alingsås kommun), där han uppförde en byggnad i italiensk villastil. Han invaldes 1870 i Vetenskapsakademien, där han 1891 utsågs till preses (ordförande), och 1879 i Vetenskaps- och vitterhetssamhället i Göteborg. År 1887 flyttade han med familjen till Stockholm till den nyuppförda Adelsköldska villan i Villastaden på Östermalm.
Adelsköld ritade bland annat Kristianstads centralstation (senare tillbyggd). Adelsköldsgatan nära järnvägsstationen i Alingsås är uppkallad efter honom. Han kallade sig själv för "Sveriges rallarbuse Nr.1". 
Claes Adelsköld är begravd på Stadskyrkogården i Alingsås.